# Freddy el cerdito
Freddy el cerdito es el protagonista de una serie de 26 libros para niños escritos entre 1927 y 1958 por el autor estadounidense Walter R. Brooks, e ilustrados por Kurt Wiese. Consta de 25 novelas y un volumen de poesía, y se centra en las aventuras de un grupo de animales que viven en una granja al norte de la ciudad de Nueva York. 
Freddy aparece como "el más pequeño y más listo" de los cerdos en la granja Bean; en principio es un personaje más, pero no tarda en convertirse en el principal. La temática de los libros viene determinada por los intereses de Freddy, a medida que se convierte en detective, político, periodista, mago, político y otras vocaciones o pasatiempos. Uno de los villanos recurrentes suele ser el obsequioso pero dignificado Simon, líder de una banda de ratas criminales. Los personajes humanos incluyen al señor y la señora Bean, propietarios de la granja, a los lugareños de Centerboro, y algunos villanos. 
Gran parte del humor de los libros deriva de la manera autoreferencial con la que el autor reconoce el absurdo de que los animales hablen, a diferencia de otras historias para niños donde esto se acepta como normal. A medida que progresa la serie, los animales de la granja Bean alcanzan fama nacional por su habilidad para hablar, y a menudo los humanos con los que se encuentran se sorprenden (aunque lo superan rápidamente) al encontrarse hablando con animales. Aunque ninguno de los personajes envejece, las historias sí reflejan el paso del tiempo en otros detalles: por ejemplo, los libros publicados durante la Segunda Guerra Mundial mencionan los jardines de la victoria y las recogidas de chatarra para reciclar. 

## Historia
Brooks creó a sus animales para To and Again, publicado en 1927 por Alfred A. Knopf. Pasó algún tiempo antes de que sus personalidades (y su habilidad para hablar con los humanos cuando así les apetecía, que empezó en el cuarto volumen, en 1936) se desarrollara plenamente. A partir de ese punto, los animales de la granja Bean llevan una vida muy sofisticada, con un banco, un periódico, la Primera República Animal, y la agencia de detectives de Freddy, que sigue los pasos de Sherlock Holmes tras leer sus aventuras. 
A pesar de su popularidad en los años 40 y 50, los libros fueron descatalogados en los años 60, cuando solo era posible encontrarlos en las bibliotecas. En los últimos años los ha reeditado The Overlook Press, que ha respondido así a las peticiones de los fanes de Freddy y a las alabanzas que estos hacían a las tramas ingeniosas, los personajes bien perfilados, las alusiones y las honestas, pero no empalagosas, lecciones morales. Se han vendido los derechos para hacer películas y audiolibros; estos últimos empezaron a aparecer en 2009, y aparentemente van a seguir saliendo.
En 1984 un grupo de aficionados a la novela formaron la sociedad benéfica Friends of Freddy. Dentro de sus objetivos se encuentra el colocar los libros de Freddy en las librerías públicas, y el celebrar una convención bianual en Nueva York. La última convención, celebrada en noviembre de 2014, tuvo lugar en Hamilton, Nueva York. Se trata de una localidad que tiene conexiones históricas con Walter R. Brooks. Hubo conferencias y se representó una dramatización de Freddy the politician. En la convención de 2016 está prevista otra dramatización, en esta ocasión del libro Freddy and the Ignormus.

## Acogida de los libros
Adam Hochschild, de The New York Times Book Review, describe la serie como "el centro moral de todo mi universo infantil". Hochschild también observa que cada vez que el libro ha estado disponible, las ventas han ido creciendo. Roger Sale, en su historia de la literatura infantil, lo resume así: "Si L. Frank Baum tiene un sucesor, ese es Brooks". Nicholas Kristof, columnista y ganador de dos premios Pulitzer, lo consideró uno de los mejores libros para niños jamás publicados y los describió como "joyas divertidas y bellamente escritas".

## Localización de los libros
Casi todos los libros de la serie se centran en la granja Bean y el área de Centerboro. Este pueblo, por supuesto, no existe, ni tampoco algunos de los que se mencionan, como Aeschylus Center, Gomorrah Falls, South Pharisee, Plutach Mills, West Ninevah. Sin embargo, sí que existen Syracuse, Rome, Buffalo y Utica (mencionada, por ejemplo, en Freddy and the Baseball Team From Mars); atendiendo a estas, Centerboro estaría en algún punto cerca de Syracuse, muy cerca de donde Brooks vivió de pequeño. Por otra parte, en Freddy and Mr. Camphor, el en su mayoría ficticio lago Otesaraga se describe como "treinta millas para rodearlo, y solo una para cruzarlo", lo que recuerda bastante a Skaneateles Lake, a unas diez millas al suroeste de Syracuse. Con todo y según los indicios que nos ofrecen los libros, podemos situar la granja Bean a unos 30 millas al suroeste o al este de Syracuse. 

## Sobre el autor
Walter R. Brooks (9 de enero de 1886-17 de agosto de 1958) fue un escritor estadounidense famoso por sus relatos cortos y cuentos para niños, especialmente por la serie dedicada a Freddy el cerdito y el resto de los animales parlantes de la "granja Bean", al norte de Nueva York. 
Nacido en Rome, Nueva York, Brooks estudió en la universidad de Rochester y después estudió medicina homeopática en Nueva York. A los dos años abandonó los estudios y volvió a Rochester, donde se casó con su primera mujer, Anne Shepard, en 1909. Empezó entonces a trabajar en una agencia de publicidad en Utica, de la que "retiró" en 1911, después de recibir una considerable herencia. Su retiro no fue permanente: en 1917 empezó a trabajar en la Cruz Roja Americana, y posteriormente realizó labores editoriales en diferentes revistas, incluida The New Yorker. En 1940 empezó a escribir por su cuenta a tiempo completo. Tras la muerte de Anne en 1952, Walter contrajo segundas nupcias con Dorothy Collins. 
Los primeros trabajos que publicó fueron poemas y cuentos. Su relato corto "Ed Takes the Pledge", sobre un caballo parlante, inspiró la serie cómica de televisión de los años 60 Mister Ed (el nombre de Walter R. Brooks aparecía en los créditos como creador de los personajes). Su legado más importante es la serie sobre Freddy el cerdito y sus amigos.

## Influencias
Se dice que el personajes de Habeas Corpus de Doc Savage está inspirado por Freddy. 

## Sobre el ilustrador
La serie la ilustró Kurt Wiese, un galardonado (aunque no por Freddy) ilustrador y autor. El primer libros lo ilustró Adolfo Maugard, pero sus dibujos se cambiaron por los de Wiese en una reedición. Tras los primeros libros se estableció un patrón bastante claro: un dibujo en blanco y negro a media página al principio de cada capítulo, y otro a página completa en el interior de cada uno. Las cubiertas consistían en un dibujo lineal al que se daba color con acuarelas, dando primacía a un color diferente cada vez. Las guardas eran en dos tonos, a juego con el color elegido para destacar en la cubierta. 
En conjunto, Wiese llegó a dibujar más de 900 ilustraciones para la serie. 

## Libros por orden de publicación
Estos son todos 26 títulos de la serie original de Freddy. En los casos en lo que el libro se publicó originalmente con otro título, este aparece entre paréntesis. 
1. Freddy Goes to Florida, 1927 (To and Again), LCCN 2001016049; reeditado en 1949 como Freddy Goes to Florida y Freddy's First Adventure en 1949[1]
2. Freddy Goes to the North Pole, 1930 (More To and Again), LCCN 00050151; cambio de título.
3. Freddy the Detective, 1932
4. Freddy and Freginald, 1936 (The Story of Freginald); cambio de título en 1952[1]
5. Freddy and the Clockwork Twin, 1937 (The Clockwork Twin); cambio de título.
6. Freddy the Politician, 1939 (Wiggins for President); cambio de título en 1948.[1] Este es el único que se ha publicado en español, con el título Freddy el político (Turner, 2015) ISBN 978-84-16354-31-3.
7. Freddy's Cousin Weedly, 1940
8. Freddy and the Ignormus, 1941
9. Freddy and the Perilous Adventure, 1942
10. Freddy and the Bean Home News, 1943
11. Freddy and Mr. Camphor, 1944
12. Freddy and the Popinjay, 1945
13. Freddy the Pied Piper, 1946
14. Freddy the Magician, 1947
15. Freddy Goes Camping, 1948
16. Freddy Plays Football, 1949
17. Freddy the Cowboy, 1950
18. Freddy Rides Again, 1951
19. Freddy the Pilot, 1952
20. Freddy and the Spaceship, 1953, LCCN 2001048439
21. The Collected Poems of Freddy the Pig, 1953
22. Freddy and the Men from Mars, 1954
23. Freddy and the Baseball Team From Mars, 1955
24. Freddy and Simon the Dictator, 1956
25. Freddy and the Flying Saucer Plans, 1957
26. Freddy and the Dragon, 1958

## Para saber más
- En 2009, Overlook Press publicó una biografía de Brooks titulada Talking Animals and Others, escrtia por Michael Cart; el análisis sobre Freddy se limita a una sección de unas 90 páginas que incluye el resumen de cada libro.
- Adam Hochschild, Finding the Trapdoor: Essays, Portraits, Travels (Syracuse University Press, 1997). "Paragon of Prkers: Freddy the Pig", pp. 235-240.